# J.P. Manoux
Jean-Paul Christophe 'J.P.' Manoux (Fresno, 8 juni 1969) is een Amerikaans acteur, stemacteur en filmregisseur.

## biografie
Manoux werd geboren in Fresno in een gezin als oudste van zeven kinderen. In zijn jeugd was hij actief in kindertheaters en nam tapdanslessen. Hij verdeelt nu zijn tijd tussen Los Angeles en Toronto.
Manoux begon in 1993 met acteren in de film Pumpkinhead II: Blood Wings, waarna hij nog meer dan 160 rollen speelde in films en televisieseries.

## Filmografie

### Films
Selectie:
- 2022 Babylon - als camera assistent van Otto
- 2021 Nobody - als Pentagon Darren
- 2013 Scary Movie 5 – als Pierre
- 2008 Bolt – als Tom (stem)
- 2008 Finding Amanda – als Tony Clark
- 2007 Transformers – als getuige
- 2007 Knocked Up – als Dr. Angelo
- 2005 Keizer Kuzco 2: King Kronk – als Kuzco (stem)
- 2005 The Island – als Seven Foxtrot
- 2004 Meet the Fockers – als lokale politieagent
- 2004 The Day After Tomorrow – als camaraman in L.A.
- 2004 Scooby-Doo 2: Monsters Unleashed – als Scooby Brainiac (stem)
- 2004 EuroTrip – als Robot Man
- 2002 Scooby-Doo – als Scrappy Rex (stem)
- 2001 Ocean's Eleven – als Aide-de-Camp
- 2000 Our Lips Are Sealed – als dief
- 1999 Galaxy Quest – als opgewonden buitenaardse
- 1999 Inspector Gadget – als assistent van burgemeester Sychophantic

### Televisieseries
Uitgezonderd eenmalige gastrollen.
- 2022-2023 CSI: Vegas - als Gene Farrow - 2 afl.
- 2016-2019 Veep - als congreslid Clark - 8 afl.
- 2018 Oishi: Demon Hunter - als Jeff Bezos - 4 afl.
- 2018 Turnt - als pizzabaas - 3 afl.
- 2017 Swedish Dicks - als Lou - 4 afl.
- 2016 Good Girls Revolt - als JP Crowley - 7 afl.
- 2014-2015 Spun Out – als Bryce McBradden – 24 afl.
- 2012-2013 Community – als Faux-by – 4 afl.
- 2012 Transporters: The Series – als Kagan – 2 afl.
- 2011 Wilfred – als Leo – 3 afl.
- 2009-2010 Aaron Stone – als S.T.A.N. – 34 afl.
- 2006-2009 The Replacements – Als Johnny Hitswell / mr. Fraley (stemmen) – 23 afl.
- 2006-2008 The Emperor's New School – als Kuzco (stem) – 52 afl.
- 2006-2008 ER – als dr. Dustin Crenshaw – 23 afl.
- 2007 Cavemen – als Glen – 3 afl.
- 2004-2006 Phil of the Future – als Curtis / Mr. Hackett – 30 afl.
- 2004 My Wife and Kids – als Steve – 2 afl.
- 2003-2004 Reno 911! – als naakte Armeen – 2 afl.
- 2002 The District – als Jerry Dworski – 3 afl.
- 2002 Wednesday 9:30 (8:30 Central) – als Dave Henry – 2 afl.
- 2000 Shasta McNasty – als Nicolai – 2 afl.
- 1998-1999 Just Shoot Me! – als Glenn – 3 afl.

### Computerspellen
- 2013 Disney Infinity – als Randall Boggs
- 2007 Kingdom Hearts II: Final Mix+ – als stem
- 2005 Kingdom Hearts II – als stem
- 2002 Monsters, Inc. – al Randall Boggs
- 2001 Emperor's New Groove – als Kuzco
- 1997 Blue Heat: The Case of the Cover Girl Murders – als Victor
- 1996 Goosebumps: Escape from Horrorland – als Squat

### Filmregisseur
- 2015 Spun Out - televisieserie - 1 afl.
- 2012 Mudpit – televisieserie – 3 afl.
- 2009 Aaron Stone – televisieserie – 1 afl.
- 2006 Phil of the Future – televisieserie - 1 afl.

- International Standard Name Identifier: 0000 0004 5498 5941
- Library of Congress Control Number: no2016015316
- Virtual International Authority File: 198145541825096600329
- WorldCat: E39PBJyMf7vgVbt8KmKptMBkjC